# Cycle des chats volants
Le cycle des chats volants (Catwings, en version originale américaine) est une série de quatre livres illustrés américains pour enfants écrits par Ursula K. Le Guin, illustrés par SD Schindler et initialement publiés par Scholastic entre 1988 et 1999. Il raconte les aventures de chatons nés avec des ailes. Catwings est également le titre du premier livre de la série.  

## Publications
En Grande-Bretagne, la série a été publiée en deux volumes sous le titre Tales of Catwings et More Tales of the Catwings (Puffin/Penguin, 1999 et 2000).  En Amérique, les éditions de 2003 étaient disponibles dans un coffret de quatre exemplaires intitulé The Catwings Collection (Orchard/Scholastic), répertorié comme Catwings Set par Powell's Books. La série est publiée en français depuis 2005 par Folio Cadet.
Scholastic classe les livres Catwings comme fantastiques et classe les deux premiers par « niveau d'intérêt » comme « classes 2 à 5 », les deux derniers comme « classes pré-K-3 »  (enfants âgés respectivement d'environ 7 à 11 ans et de 4 à 9 ans). La série est couverte par la base de données Internet Speculative Fiction Database, qui classe les volumes en fictions courtes et en chapbooks. 
Scholastic Book Guides, une série destinée aux enseignants, comprend un volume Catwings . 
En 2002 et 2003, sous les titres Catwings 5 et Catwings 6, Le Guin a publié des éditions en ligne de livres illustrés « de la classe de première année de Mme Katz ».
Dix ans après leur dernier volume Catwings, Le Guin et Schindler ont créé un autre album illustré mettant en scène un chat : Cat Dreams (Orchard/Scholastic, 2009), avec un « texte facile à rimer » et des « illustrations réalistes à l'aquarelle en pleine page ».